# Villa romana della Linguella
La villa romana della Linguella è una domus posta sull'estremità dello stretto promontorio (detto appunto  Linguella dal XVI secolo) che chiude ad est la darsena di Portoferraio.

## Storia
La villa risale al I secolo a.C., ma l'intera struttura testimonia varie fasi di costruzione.

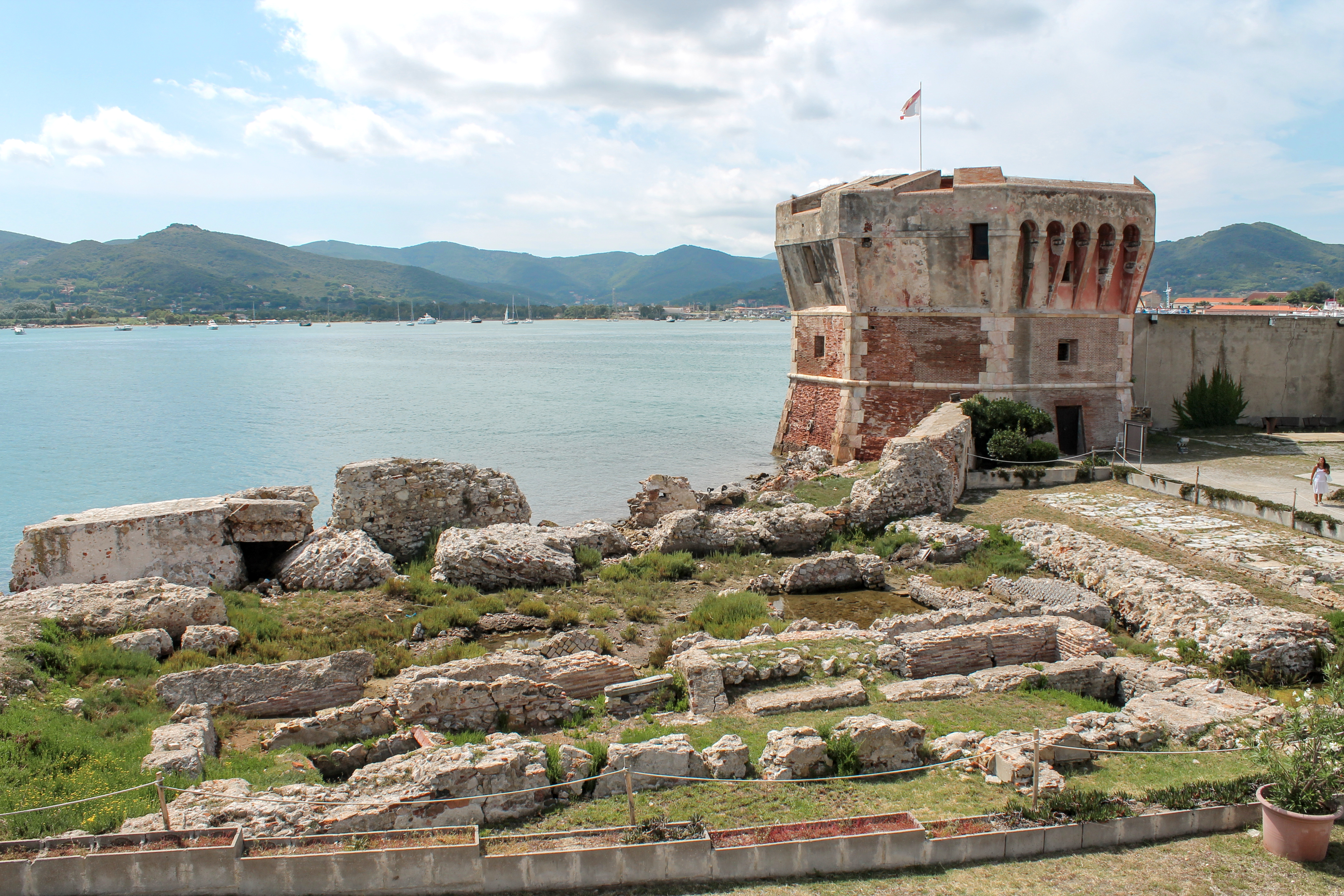
Resti della villa

Alla  prima fase (I secolo a.C.) risalgono murature in opus reticulatum e rivestimenti parietali in lastre marmoree ed intonaci dipinti in rosso. 
Alla  seconda fase (fine del I secolo a.C. - I secolo d.C.) è datato un ambiente circolare con quattro nicchie (laconicum) e dotato di pavimentazione in cocciopesto con inserti esagonali in marmo palombino, insieme ad un altro ambiente con pavimentazione in opus sectile.
Durante la  terza fase (II secolo) risalgono murature in opus caementicium con rivestimento ad intonaco dipinto.
Alla  quarta fase (metà del II secolo - III secolo) sono datati interventi di abbellimento e restauro, tra cui mosaici geometrici policromi e intonaci policromi.
Durante la  quinta fase (IV - V secolo), la domus viene abbandonata e spogliata dei suoi preziosi marmi, tra i quali si conserva, presso l'adiacente Museo archeologico di Portoferraio, un torso virile in marmo bianco. In un documento del 1548 si descrive il rinvenimento, nell'area della domus, di tre grandi teste marmoree (due maschili ed una femminile) poi inviate al granduca Cosimo I in Firenze.
La villa della Linguella, ritenuta nel XVIII secolo parte integrante dei cosiddetti Bagni della Regina Alba, venne così descritta dallo storico Giovanni Vincenzo Coresi Del Bruno:
«Il pavimento del tempio era di marmetti a mandorla di vari colori, in particolare bianchi e bardiglio (...)  si vedevano le stanze intonacate e dipinte di colori bellissimi, particolarmente rosso focato (...)  il loro pavimento era di mosaico, quale di una forma e quale di un'altra, ma benissimo lavorati e intatti (...).  Quantità di monete vi trovarono i zappatori di più imperatori, come si scrisse (...).  Fra la terra si trovarono due idoli di metallo, lunghi un terzo di braccio (...)  uno era la Vittoria e l'altro la Salute (...).»